# Světový pohár v severské kombinaci 2008/2009
Světový pohár v severské kombinaci 2008/09 byl 26. ročníkem závodů nejvyšší úrovně v severské kombinaci (skok na lyžích + běh na lyžích) mužů. Světový pohár se skládal z 24 závodů, zahájen byl 29. listopadu 2008 ve finském Kuusamu a ukončen 15. března 2009 závodem ve norském Vikersundu. Vítězství z minulého ročníku obhajoval Němec Ronny Ackermann.

## Změny programu
Součástí seriálu měly být i závody v Liberci, ovšem pro nepříznivé teplé počasí a nedostatek sněhu musely být zrušeny. Zástupci Mezinárodní lyžařské federace původně uvažovali o přesunu závodů do italského Pragelata, ale tato možnost se nakonec neuskutečnila.
Jeden ze dvou naplánovaných libereckých závodů byl uskutečněn v Seefeldu 8. února 2009 s tím, že nahradil původně plánovaný závod družstev.

## Kalendář

### Závody jednotlivců
| Datum konání                                       | Místo konání  | Můstek / Běh  | Vítěz             | Druhé místo         | Třetí místo         | Česká účast                                                                | Zdroj  |
| -------------------------------------------------- | ------------- | ------------- | ----------------- | ------------------- | ------------------- | -------------------------------------------------------------------------- | ------ |
| 29. listopadu 2008                                 | Kuusamo       | HS142 / 10 km | Ronny Ackermann   | Janne Ryynänen      | Anssi Koivuranta    | 4. Pavel Churavý 20. Tomáš Slavík 32. Miroslav Dvořák 35. Aleš Vodseďálek  | [ 3 ]  |
| 30. listopadu 2008                                 | Kuusamo       | HS142 / 10 km | Anssi Koivuranta  | Janne Ryynänen      | Daito Takahashi     | 10. Tomáš Slavík 17. Pavel Churavý 32. Aleš Vodseďálek                     | [ 4 ]  |
| 6. prosince 2008                                   | Trondheim     | HS131 / 10 km | Magnus Moan       | Jason Lamy-Chappuis | Anssi Koivuranta    | 14. Miroslav Dvořák 20. Pavel Churavý 44. Tomáš Slavík 46. Aleš Vodseďálek | [ 5 ]  |
| 7. prosince 2008                                   | Trondheim     | HS131 / 10 km | Anssi Koivuranta  | Björn Kircheisen    | Jason Lamy Chappuis | 9. Miroslav Dvořák 13. Pavel Churavý 25. Tomáš Slavík 45. Aleš Vodseďálek  | [ 6 ]  |
| 13. prosince 2008                                  | Liberec       | HS134 / 10 km | Zrušeno           | Zrušeno             | Zrušeno             | Zrušeno                                                                    | [ 1 ]  |
| 14. prosince 2008                                  | Liberec       | HS134 / 10 km | Zrušeno           | Zrušeno             | Zrušeno             | Zrušeno                                                                    | [ 1 ]  |
| 20. prosince 2008                                  | Ramsau        | HS98 / 10 km  | Bill Demong       | Björn Kircheisen    | Jan Schmid          | 13. Pavel Churavý 21. Tomáš Slavík 42. Martin Škopek                       | [ 7 ]  |
| 21. prosince 2008                                  | Ramsau        | HS98 / 10 km  | Björn Kircheisen  | Bill Demong         | Jason Lamy Chappuis | 6. Pavel Churavý 25. Miroslav Dvořák 32. Tomáš Slavík 43. Martin Škopek    | [ 8 ]  |
| 27. prosince 2008                                  | Oberhof       | HS140 / 10 km | Magnus Moan       | Todd Lodwick        | Anssi Koivuranta    | 7. Miroslav Dvořák 19. Pavel Churavý 26. Tomáš Slavík 34. Aleš Vodseďálek  | [ 9 ]  |
| 28. prosince 2008                                  | Oberhof       | HS140 / 10 km | Anssi Koivuranta  | Todd Lodwick        | Jason Lamy Chappuis | 16. Pavel Churavý 20. Miroslav Dvořák 38. Tomáš Slavík 42. Aleš Vodseďálek | [ 10 ] |
| 4. ledna 2009                                      | Schonach      | HS96 / 10 km  | Anssi Koivuranta  | Bill Demong         | Bjoern Kircheisen   | 8. Pavel Churavý 34. Aleš Vodseďálek 42. Martin Škopek                     | [ 11 ] |
| 10. ledna 2009                                     | Val di Fiemme | HS134 / 10 km | Bjoern Kircheisen | Bernhard Gruber     | Jan Schmid          | 13. Pavel Churavý 18. Tomáš Slavík                                         | [ 12 ] |
| 11. ledna 2009                                     | Val di Fiemme | HS134 / 10 km | Magnus Moan       | Jan Schmid          | Pavel Churavý       | 35. Tomáš Slavík                                                           | [ 13 ] |
| 16. ledna 2009                                     | Vancouver     | HS140 / 10 km | Bill Demong       | Anssi Koivuranta    | Bjoern Kircheisen   | Češi nestartovali                                                          | [ 14 ] |
| 17. ledna 2009                                     | Vancouver     | HS140 / 10 km | Magnus Moan       | Bjoern Kircheisen   | Bill Demong         | Češi nestartovali                                                          | [ 15 ] |
| 31. ledna 2009                                     | Chaux-Neuve   | HS99 / 10 km  | Magnus Moan       | Anssi Koivuranta    | Bjoern Kircheisen   | 21. Pavel Churavý 30. Tomáš Slavík 35. Miroslav Dvořák                     | [ 16 ] |
| 1. února 2009                                      | Chaux-Neuve   | HS99 / 10 km  | Anssi Koivuranta  | Christoph Bieler    | Magnus Moan         | 20. Pavel Churavý 30. Miroslav Dvořák 32. Tomáš Slavík                     | [ 17 ] |
| 7. února 2009                                      | Seefeld       | HS100 / 10 km | Mario Stecher     | Jan Schmid          | Lukas Klapfer       | Češi nestartovali                                                          | [ 18 ] |
| 8. února 2009                                      | Seefeld       | HS100 / 10 km | Magnus Moan       | Mario Stecher       | Anssi Koivuranta    | Češi nestartovali                                                          | [ 19 ] |
| 14. února 2009                                     | Klingenthal   | HS140 / 10 km | Anssi Koivuranta  | Magnus Moan         | Jan Schmid          | 9. Pavel Churavý 15. Miroslav Dvořák 18. Tomáš Slavík                      | [ 20 ] |
| 15. února 2009                                     | Klingenthal   | HS140 / 10 km | Bill Demong       | Jason Lamy Chappuis | Pavel Churavy       | 5. Tomáš Slavík 19. Miroslav Dvořák 35. Aleš Vodseďálek                    | [ 21 ] |
| 18. 2. – 1. 3. 2009 Mistrovství světa 2009 Liberec |               |               |                   |                     |                     |                                                                            |        |
| 6. března 2009                                     | Lahti         | HS130 / 10 km | Bill Demong       | Anssi Koivuranta    | Jason Lamy Chappuis | 12. Pavel Churavý 37. Aleš Vodseďálek 39. Miroslav Dvořák 48. Tomáš Slavík | [ 22 ] |
| 7. března 2009                                     | Lahti         | HS130 / 10 km | Magnus Moan       | Anssi Koivuranta    | Bill Demong         | 7. Pavel Churavý 13. Tomáš Slavík 23. Aleš Vodseďálek 36. Miroslav Dvořák  | [ 23 ] |
| 14. března 2009                                    | Vikersund     | HS117 / 10 km | Anssi Koivuranta  | Bill Demong         | Magnus Moan         | 13. Pavel Churavý 28. Miroslav Dvořák 35. Tomáš Slavík 41. Aleš Vodseďálek | [ 24 ] |
| 15. března 2009                                    | Vikersund     | HS117 / 10 km | Bill Demong       | Peter Tande         | Mikko Kokslien      | 14. Miroslav Dvořák 15. Pavel Churavý 19. Tomáš Slavík 41. Aleš Vodseďálek | [ 25 ] |

### Závody družstev
| Datum konání  | Místo konání | Můstek / Běh   | Vítěz                                                               | Druhé místo                                                 | Třetí místo                                                         | Česká účast                                                       | Zdroj  |
| ------------- | ------------ | -------------- | ------------------------------------------------------------------- | ----------------------------------------------------------- | ------------------------------------------------------------------- | ----------------------------------------------------------------- | ------ |
| 3. ledna 2009 | Schonach     | HS96 / 4x5 km  | Německo George Hettich Eric Frenzel Bjoern Kircheisen Tino Edelmann | Norsko Jan Schmid Petter Tande Håvard Klemetsen Magnus Moan | Rakousko Lukas Klapfer Bernhard Gruber Wilhelm Denifl Mario Stecher | 8. Česko Martin Škopek Tomáš Slavík Aleš Vodseďálek Pavel Churavý | [ 26 ] |
| 8. února 2009 | Seefeld      | HS100 / 4x5 km | Nahrazeno individuálním závodem                                     | Nahrazeno individuálním závodem                             | Nahrazeno individuálním závodem                                     | Nahrazeno individuálním závodem                                   | [ 2 ]  |

## Pořadí Světového poháru
| Pořadí SP - jednotlivci | Pořadí SP - jednotlivci | Pořadí SP - jednotlivci | Pořadí SP - jednotlivci | Pořadí SP - jednotlivci |
| Umístění                |                         | Jméno a příjmení        | Body                    |                         |
| ----------------------- | ----------------------- | ----------------------- | ----------------------- | ----------------------- |
| 1.                      | Finsko                  | Anssi Koivuranta        | 1461 b.                 |                         |
| 2.                      | Norsko                  | Magnus Moan             | 1350 b.                 |                         |
| 3.                      | Spojené státy americké  | Bill Demong             | 1160 b.                 |                         |
| 4.                      | Německo                 | Björn Kircheisen        | 957 b.                  |                         |
| 5.                      | Francie                 | Jason Lamy Chappuis     | 806 b.                  |                         |
| 6.                      | Rakousko                | Mario Stecher           | 630 b.                  |                         |
| 7.                      | Norsko                  | Jan Schmid              | 622 b.                  |                         |
| 8.                      | Německo                 | Tino Edelman            | 593 b.                  |                         |
| 9.                      | Rakousko                | Bernhard Gruber         | 524 b.                  |                         |
| 10.                     | Česko                   | Pavel Churavý           | 498 b.                  |                         |
|                         |                         |                         |                         |                         |
| 30.                     | Česko                   | Tomáš Slavík            | 162 b.                  |                         |
| 31.                     | Česko                   | Miroslav Dvořák         | 150 b.                  |                         |
| 65.                     | Česko                   | Aleš Vodseďálek         | 8 b.                    |                         |

| Pořadí SP - pohár národů | Pořadí SP - pohár národů | Pořadí SP - pohár národů | Pořadí SP - pohár národů | Pořadí SP - pohár národů |
| Umístění                 |                          | Země                     | Body                     |                          |
| ------------------------ | ------------------------ | ------------------------ | ------------------------ | ------------------------ |
| 1.                       | Německo                  | Německo                  | 3402 b.                  |                          |
| 2.                       | Norsko                   | Norsko                   | 3344 b.                  |                          |
| 3.                       | Rakousko                 | Rakousko                 | 2989 b.                  |                          |
| 4.                       | Finsko                   | Finsko                   | 2374 b.                  |                          |
| 5.                       | Spojené státy americké   | USA                      | 1807 b.                  |                          |
| 6.                       | Francie                  | Francie                  | 1763 b.                  |                          |
| 7.                       | Japonsko                 | Japonsko                 | 992 b.                   |                          |
| 8.                       | Česko                    | Česko                    | 868 b.                   |                          |
| 9.                       | Švýcarsko                | Švýcarsko                | 435 b.                   |                          |
| 10.                      | Itálie                   | Itálie                   | 163 b.                   |                          |